# Пунин, Борис Васильевич
Пунин Борис Васильевич (1891—1974) — генерал-майор медицинской службы, профессор. Участник Первой мировой войны, Гражданской войны, Великой Отечественной войны.

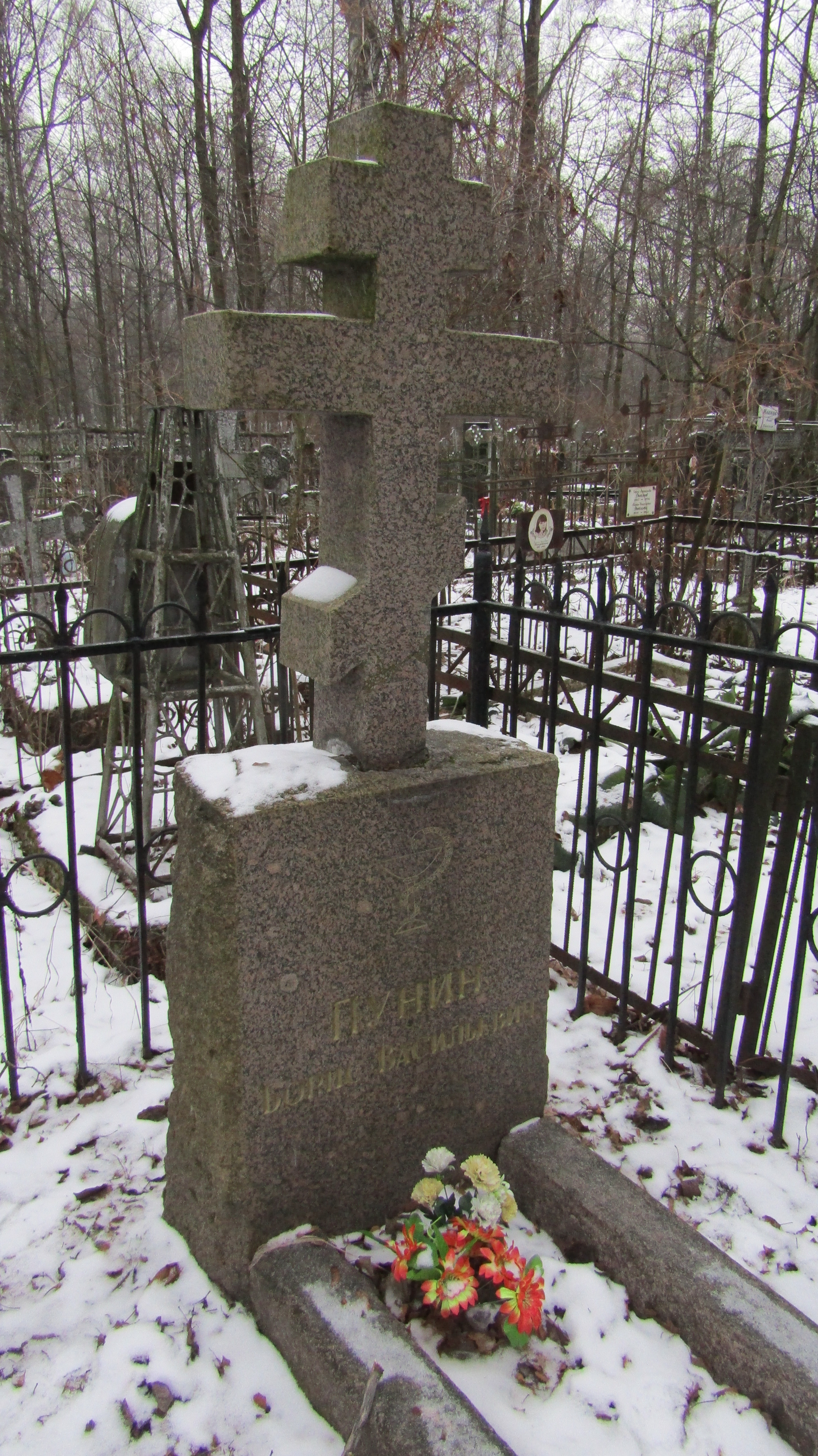
Могила Пунина Б.В. Богословское кладбище, Санкт-Петербург.

## Биография
Родился в 1891 году в Санкт-Петербурге.
Окончил Военно-медицинскую академию(ВМА) в 1914 году.
В РККА с 1918 года.
Служил в военно-морском госпитале.
Руководил хирургами Краснознамённого Балтийского флота в Ленинградской битве.
Автор более 60 научных работ.

### Военная карьера
Начальник кафедры военно-морской хирургии Военно-морского факультета при 1-м Ленинградском медицинском институте (ЛМИ) (с 1938).
Начальник кафедры военно-морской хирургии Военно-морской медицинской академии (1940—1956).
Главный хирург Краснознамённого Балтийского флота (февраль 1941 — сентябрь 1942).
Похоронен на Богословском кладбище Санкт-Петербурга.

### Награды
- Орден Ленина 21.02.1945 (Указ Президиума ВС СССР от 21.02.1945) Описание Подвига, информация по награждению
- Орден Красного Знамени 03.04.1942 (Указ Президиума ВС СССР от 03.04.1942 №: 605/184) Информация о награждении
- Орден Красного Знамени 03.11.1944 (Указ Президиума ВС СССР от 03.11.1944 № 315) Описание Подвига, информация по награждению
- Орден Красного Знамени 24.06.1948 (Указ Президиума ВС СССР от 24.06.1948)
- Медаль «За оборону Ленинграда» 19.10.1943 (Приказ МедСанУ ВМФ от 19.10.1943) Информация о награждении
- Медаль «За победу над Германией в Великой Отечественной войне 1941—1945 гг.» (Указ Президиума ВС СССР от 09.05.1945) Информация о награждении
- Юбилейная медаль: «ХХ лет РККА» (1938)